# 28. Infanterie-Brigade (Deutsches Kaiserreich)
Die 28. Infanterie-Brigade war  ein Großverband der Preußischen Armee.

## Geschichte
Die 28. Infanterie-Brigade wurde am 29. April 1852 errichtet und war Teil der 14. Division
in Düsseldorf, die zum VII. Armee-Korps im westfälischen Münster gehörte. Mit der Mobilmachung am 2. August 1914 wurde sie Teil der 14. Reserve-Division.
Sie war von 1852 bis 1860  in Düsseldorf, anschließend bis 1892 in Wesel und dann wieder bis 1919 in Düsseldorf stationiert und ihr waren zugeordnet (unterstellt):
- von 1852 bis 1859
  - 17. Infanterie-Regiment
  - 17. Landwehr-Regiment
  - Landwehr-Bataillon Essen 36. Infanterie-Regiment (4. Reserve Regiment)
  - Landwehr-Bataillon Neuß 39. Infanterie-Regiment (7. Reserve-Regiment)
  - Landwehr-Bataillon Gräfrath 40. Infanterie-Regiment (8. Reserve-Regiment)
- von 1860 bis 1866
  - 4.Westfälisches Infanterie-Regiment Nr. 17
  - 8. Westfälisches Infanterie-Regiment Nr. 57
  - 4. Westfälisches Landwehr-Regiment Nr. 17
  - Landwehr-Bataillon Essen Nr. 36
  - Landwehr-Bataillon Neuß Nr. 39
  - Landwehr-Bataillon Gräfrath Nr. 40
- 1867
  - 5. Westfälisches Infanterie-Regiment Nr. 53
  - 2. Hannoversches Infanterie-Regiment Nr. 77
  - 4. Westfälisches Landwehr-Regiment Nr. 17
  - Landwehr-Bataillon Essen Nr. 36
  - Landwehr-Bataillon Neuß Nr. 39
  - Landwehr-Bataillon Gräfrath Nr. 40
- von 1868 bis 1869
  - 5. Westfälisches Infanterie-Regiment Nr. 53
  - 2. Hannoversches Infanterie-Regiment Nr. 77
  - 4. Westphälisches Landwehr-Regiment Nr. 17
  - 8. Westphälisches Landwehr-Regiment Nr. 57 
  - Reserve-Landwehr-Bataillon (Barmen) Nr. 39
- von 1871 bis 1889
  - 5. Westfälisches Infanterie-Regiment Nr. 53
  - 2. Hannoversches Infanterie-Regiment Nr. 77
  - 7.Westfälisches Infanterie-Regiment Nr. 56
  - 8. Westfälisches Infanterie-Regiment Nr. 57
  - 4. Westphälisches Landwehr-Regiment Nr. 17
  - 8. Westphälisches Landwehr-Regiment Nr. 57
  - Reserve-Landwehr-Bataillon (Barmen) Nr. 39
- von 1889 bis 1891
  - Infanterie-Regiment Vogel von Falckenstein (7. Westfälisches) Nr. 56
  - Infanterie-Regiment Herzog Ferdinand von Braunschweig (8. Westfälisches) Nr. 57
- von 1892 bis 1907
  - Niederrheinisches Füsilier-Regiment Nr. 39
  - Infanterie-Regiment Herzog Ferdinand von Braunschweig (8. Westfälisches) Nr. 57
- von 1908 bis zur Auflösung am 5. März 1915
  - Niederrheinisches Füsilier-Regiment Nr. 39
  - 8. Lothringisches Infanterie-Regiment Nr. 159

### Deutsch-Französischer Krieg
Die Brigade stand mit ihren beiden Regimentern 5. Westfälisches Infanterie-Regiment Nr. 53 und 2. Hannoversches Infanterie-Regiment Nr. 77 bereits am 6. August 1870 bei Spichern im Gefecht.
Bei der Einschließung von Metz war dem Verband das rechte Moselufer zugewiesen.

### Erster Weltkrieg

#### 1914 an der Westfront
- 9. bis 16. August – Eroberung von Lüttich
- 21. August – Gefecht bei Obaix
- 21. August – Gefecht bei Pont-à-Celles
- 22. August – Gefecht bei L’Allue-Piéton
- 23. bis 24. August – Schlacht bei Namur
- 25. August – Verfolgungskämpfe bei Solre-le-Château
- 27. August – Gefecht bei Catillon
- 29. bis 30. August – Schlacht bei Schlacht bei St. Quentin
- 6. bis 9. September – Schlacht am Petit Morin
- 12. September bis 4. Oktober – Kämpfe bei Reims
- 5. bis 13. Oktober – Schlacht bei Arras
- 13. Oktober bis 13. Dezember – Stellungskämpfe in Flandern und Artois
  - 12. Oktober bis 2. November – Schlacht bei La Bassée (Neuve-Chapelle)
- 14. bis 24. Dezember – Dezemberschlacht in Französisch-Flandern
- ab 25. Dezember – Stellungskämpfe in Flandern und Artois

## Kommandeure
| Dienstgrad          | Name                                  | Datum                               |
| ------------------- | ------------------------------------- | ----------------------------------- |
|                     | Ferdinand von der Goltz               | 04. Mai 1852                        |
|                     | Karl von Bosse                        | 10. Juni 1856                       |
|                     | Eugen von Le Blanc Souville           | 22. Mai 1858                        |
|                     | Heinrich von Winning                  | 20. Januar 1859                     |
|                     | Gustav von der Goltz                  | 23. August 1860                     |
|                     | Gustav von Buddenbrock                | 25. Juni 1864                       |
| Oberst              | Wilhelm von Hiller                    | 4. Januar bis 2. April 1866         |
| Oberst/Generalmajor | Wilhelm von Hiller                    | 03. April 1866 bis 29. Oktober 1866 |
|                     | Edmund von Hanstein                   | 30. Oktober 1866                    |
|                     | Wilhelm von Schmeling                 | 18. Mai 1867                        |
|                     | Wilhelm von Woyna                     | 14. Juli 1870                       |
|                     | August von Pannwitz                   | 3. Juni 1871                        |
|                     | Hugo von Loos                         | 12. Dezember 1874                   |
|                     | Otto von Sperling                     | 13. März 1877                       |
|                     | Wilhelm von Kienitz                   | 18. April 1878                      |
|                     | Ludwig von Spangenberg                | 10. Juli 1880                       |
|                     | Wilhelm von Dresow                    | 6. Dezember 1883                    |
|                     | Bruno Weißhun                         | 7. Juli 1888                        |
|                     | Richard von Heydebreck                | 14. Mai 1890                        |
|                     | Adolf von Keller                      | 28. Juli 1892                       |
|                     | Bodo von der Horst                    | 18. April 1893                      |
|                     | Max von Krosigk                       | 30. Mai 1896                        |
|                     | Mortimer von Buddenbrock-Hettersdorff | 17. Dezember 1896                   |
|                     | Emil Friedrich Karl von Hanstein      | 22. März 1898                       |
|                     | Wilhelm von Kettler                   | 14. November 1901                   |
|                     | Arthur von Houwald                    | 24. April 1904                      |
|                     | Bogislav von Bagenski                 | 15. September 1905                  |
|                     | Karl von Mentz                        | 25. Oktober 1906                    |
|                     | Curt von Hertzberg                    | 22. März 1910                       |
|                     | Karl Dieffenbach                      | 22. April 1912                      |
|                     | Hans Alwin Karl Fricke                | 2. August 1914 bis 5. März 1915     |